# Solanum cladotrichum
Solanum cladotrichum är en potatisväxtart som beskrevs av Michel Félix Dunal. Solanum cladotrichum ingår i släktet skattor som ingår i familjen potatisväxter. Inga underarter finns listade i Catalogue of Life.